# Кременчуцький обласний шкірно-венерологічний диспансер
Кременчуцький обласний шкірно-венерологічний диспансер — медичний заклад у Кременчуці, спрямований на лікування венеричних захворювань.

## Історія
1925 року в Кременчуці було відкрито шкірно-венерологічний диспансер з нічним відділенням. Він став першим закладом, метою якого була масова боротьба з венерологічними захворюваннями. На той час заклад розташовувався на розі вулиць Софіївської та Лейтенанта Покладова (тоді Херсонської) в будинку 26/64 та складався з одноповерхової цегляної будівлі, дерев'яного флігеля, двох цегляних сараїв та цегляної прибиральні. Стаціонарне відділення залишилось на території першої лікарні.
У роки німецько-радянської війни диспансер було зруйновано, тому було виділено чотири кімнати разом з туберкульозним диспансером на вул. Театральній. У другі половині XX століття заклад розширився та складався зі стаціонарного відділу у Крюкові, поліклініки та відділення закритого типу на вул. 1905 року та кабінету лікарняної косметики на вул. Київській.
2001 року диспансер перейшов на обласне фінансування.

## Структура
У складі диспансеру перебувають наступні підрозділи:
- Поліклінічне відділення
- Лабораторія
- Стаціонарне відділення